# Osgoodomys banderanus
Osgoodomys banderanus là một loài động vật có vú trong họ Cricetidae, bộ Gặm nhấm. Loài này được J. A. Allen mô tả năm 1897. Loài này được tìm thấy ở México.